# José Elias Garcia
José Elias Garcia (Almada, 30 de diciembre de 1830-Lisboa, 21 de junio de 1891) fue profesor de la Escuela del Ejército, periodista, político republicano y coronel de ingeniería del Ejército Portugués.

## Biografía
Su padre era José Francisco Garcia, un revolucionario constitucional perseguido por el partido absolutista. Por ello, José Elias también sentía simpatías hacia el Partido Liberal. Estudió en la Escuela de Comercio y posteriormente en las Escuelas Politécnicas y del Ejército especializándose en ingeniería militar. En su carrera militar, llegó a coronel el 27 de septiembre de 1888.
Fundó en 1854 el periódico O Trabalho, la primera publicación abiertamente republicana en Portugal. A esta le siguió Futuro en 1858, periódico fundando y sostenido por un grupo al que este pertenecía. En 1862 este periódico se fusionaría con Discussão y se creó Política Liberal. No obstante, su carrera periodística perduró aún más. En 1865 fue nombrado redactor jefe del Jornal de Lisboa, que dirigió hasta su final. En 1873 publicó el primer número de su periódico Democracia.
En 1868, perteneció al grupo del patio de Salema, de donde surgió el Partido Reformista, germen del futuro Partido Republicano Portugués. En aquella época, José Elias fue invitado a formar parte del gobierno de António Alves Martins y del vizconde de Sá Bandeira, ambas vez lo rechazó.
Fue elegido diputado en septiembre de 1870 por el Partido Reformista. Fue concejal y en 1878 alcalde de Lisboa. Posteriormente, en 1882, y tras una campaña contra el tratado de Loureço Marques fue elegido nuevamente por la circunscripción 95 de Lisboa para la legislatura 1882/1884 volviendo a ser reelegido para la siguiente 1884/1887 y la posterior 1887/1889. En 1890 fue elegido diputado por el Partido Republicano Portugués, cargo que mantuvo hasta su muerte en 1891.
Asimismo, fue director de la Asociación de Periodistas y Escritores Portugueses.